# Khushal Khan Khattak
Khushal Khan Khattak (paschtunisch خوشحال خان خټک) (* 1613 in Akora Khattak, heute im Distrikt Nowshera in Pakistan; † 25. Februar 1689) war ein afghanischer Dichter paschtunischer Sprache.

## Leben
Khushal wurde im Jahr 1641 vom Großmogul beauftragt, die Positionen und Titel seines Vaters Shabaz Khan zu übernehmen. Khushal und sein Vater Shabaz gingen nach Delhi, um mit Shah Jahan über die Lage der Paschtunen zu diskutieren. Dort wurden beide verhaftet; Khushal aber kurze Zeit später wieder freigelassen. Shahbaz hingegen wurde in der Festung von Gwalior in Nordindien als Geisel genommen. Gegen diese Geiselnahme organisierte Khushal den Widerstand, der sich letztlich auch gegen die Mogulen richtete. Khushal gilt damit als ein früher Vertreter des paschtunischen oder afghanischen Nationalbewusstseins.
Als Kriegsdichter verfasste Khushal zahlreiche Schriften und Verse. Ferner war er ein Meister des landai, einer dem japanischen Haiku vergleichbaren Form paschtunischer Kurzgedichte. Er gilt auch als Nationaldichter der paschtunischen Sprache.

## Verse (Auswahl)
„Ich nahm das Schwert, um die Ehre der Afghanen zu verteidigen, ich bin Khushal Khattak, ehrenhafter Mann dieses Zeitalters.“
„Weise Männer sind rar geworden wie das Elixier der Alchimisten.“